# Magnicidio

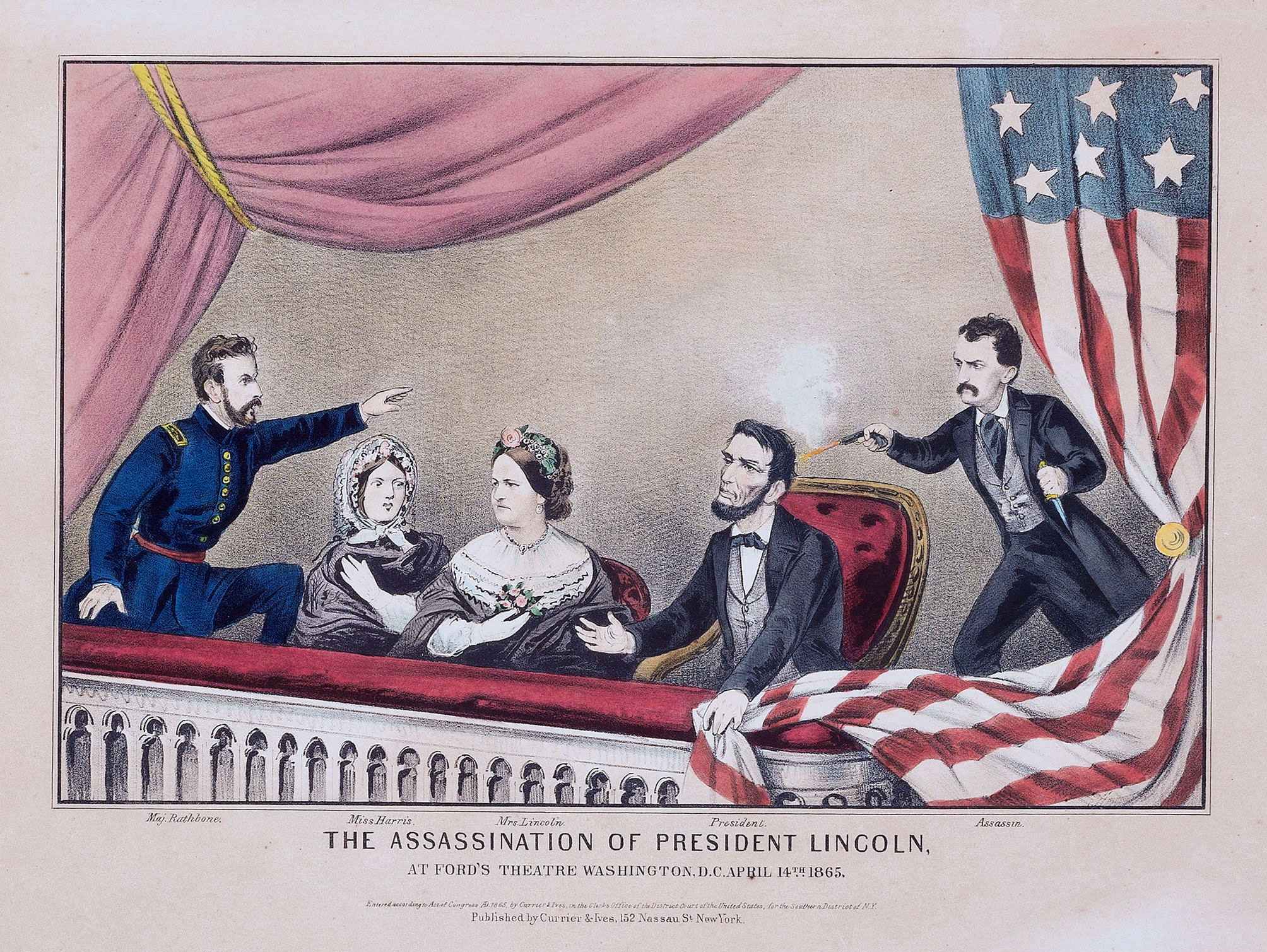
Litografia dell'assassinio del presidente statunitense Abramo Lincoln.

Il magnicidio (termine spagnolo, dal latino: magnus, letteralmente "grande" di meriti/importanza, e un derivato di caedere, "uccidere") è l'omicidio di una personalità di spicco come ad esempio un'importante figura politica, religiosa o artistica. 

## Definizione
L'assassino è solitamente mosso da una motivazione ideologica o politica e dall'intenzione di provocare una crisi istituzionale od organizzativa (decapitazione del vertice) e/o di eliminare un avversario che si considera un ostacolo per la realizzazione dei propri piani.
Il reato è storicamente pesantemente punito e può essere trattato come una circostanza aggravante o come una tipologia specifica (fattispecie di reato). In generale esso comporta la morte di una o più persone specifiche a seconda della loro posizione sociale o celebrità e rientri nella tipologia di assassinio od omicidio nell'esecuzione del crimine.

## Casistica
In alcuni Stati il fatto è circostanziato alla sola morte del capo dello Stato. In altri è più ampio comprendendo il presidente del governo o il primo ministro, i presidenti del Parlamento o del Congresso o della famiglia dei regnanti, quando il sistema è una monarchia. In quest'ultimo caso è inclusa la morte dei successori o degli eredi diretti della Corona.
Il termine è stato anche usato definire gli omicidi di esponenti politici e religiosi, quali l'assassinio del presidente degli Stati Uniti Abramo Lincoln, del vicepresidente del Paraguay Luis María Argaña, dei candidati presidenziali colombiani Jorge Eliécer Gaitán e Luis Carlos Galán, dell'ex presidente cileno Eduardo Frei Montalva, candidato presidenziale messicano Luis Donaldo Colosio Murrieta o nel tempo dei vari esponenti della famiglia indiana dei Gandhi (Mahatma Gandhi, Indira Gandhi, Rajiv Gandhi).